# Groupement foncier agricole mutuel
Un groupement foncier agricole mutuel abrégé en GFAM est une société civile spécifique à l'agriculture proche des sociétés civiles immobilières.

## France
Le statut juridique de GFAM est peu répandu en France. En 2019, il n'en existait que 27 dans la Marne, qui est pourtant un des départements de référence,. À l'inverse le Loiret connaît la création de son premier GFAM en 2018.
Cette structure est mise en place afin de permettre l'installation d'un jeune agriculteur ou de permettre à un agriculteur en difficulté de décapitaliser son exploitation. 
La location se fait par un bail à long terme de 18 ou 25 ans maximum. Une clause de revoyure peut être insérée ce qui permet au bout de 10 ans de valider la poursuite ou non de la location des terres au fermier en place. 
Le GFAM est dirigé par un comité de gérance composé par des personnes physiques uniquement dont le nombre est aux alentours de neuf. Les porteurs peuvent posséder jusqu'à 30 % du capital, et 5 % des voix lors de l'assemblée générale. Cela permet de réduire le risque de prise de contrôle de la structure. En revanche, cela peut induire un nombre important d'associés qu'il est nécessaire de réunir suffisamment pour atteindre les quorums lors des assemblés. Le montant important des parts permet néanmoins d'en limiter le nombre. 
Les GFAM permettant à leurs associés une « exonération des droits de mutation et non-prise en compte de la totalité des parts détenues au titre de l’IFI ». Les associés bénéficient en outre d'une rentabilité locative qui peut être de l'ordre de 2-3 % et d'une revalorisation de la valeur des parts détenues. 